# Bruno Alicata
Bruno Alicata (Siracusa, 19 dicembre 1956) è un politico italiano.

## Carriera politica
Aderisce a Forza Italia nel 1994, divenendo Consigliere della provincia di Siracusa alle elezioni di quell'anno.
Alle elezioni politiche del 2008 viene eletto senatore per Il Popolo della Libertà nella circoscrizione Sicilia. Fa parte della 13ª Commissione permanente (Territorio, ambiente, beni ambientali).
Nel 2009 propone, insieme ai senatori Salvo Fleres del PdL e Giovanni Legnini del PD, un discusso emendamento al decreto Milleproroghe, che permetterebbe ai call-center di fare telefonate promozionali anche a quegli utenti che hanno negato il consenso a ricevere tali chiamate. L'emendamento ha provocato le proteste del garante per la protezione dei dati personali e delle associazioni dei consumatori.
Alle elezioni politiche del 2013 viene rieletto senatore nella medesima circoscrizione.
Il 16 novembre 2013, con la sospensione delle attività del Popolo della Libertà, aderisce a Forza Italia.
Ricandidato senatore anche alle elezioni politiche del 2018 in seconda posizione nelle liste di Forza Italia nel collegio plurinominale Sicilia - 02, non viene rieletto.